# Bosentan
Bosentan ist ein Endothelin-Rezeptorantagonist und wurde 2002 in der EU als Arzneimittel für seltene Krankheiten (Orphan Drug) zur Behandlung der seltenen pulmonal-arteriellen Hypertonie (Lungenbluthochdruck) der funktionellen WHO-Klasse III zugelassen.

## Pharmakologie

### Wirkmechanismus und weitere Anwendungsgebiete
Bosentan verdrängt als Antagonist das Endothelin-1, das stärkste bekannte körpereigene Blutgefäßkonstringenz, von seinen Rezeptoren (ET1A- und ET1B-Rezeptoren) und hebt damit die Endothelin-1-Wirkung auf, so dass die Gefäße dilatieren, so dem durch das Endothelin verursachten Anstieg des (pulmonalen) Blutdrucks entgegengewirkt wird und es zu einer (pulmonalen) Blutdrucksenkung kommt. Außerdem wird so die durch das Endothelin verursachte Veränderung der Blutgefäße, die Remodellierung, vermindert.
Die Substanz wird neuerdings auch bei Sklerodermie eingesetzt, da umfassende Studien positive Ergebnisse zur Verhinderung von offenen Stellen, z. B. an den Fingerkuppen, erbracht haben.

### Nebenwirkungen
Flush-Symptomatiken, Ödeme und Hypotonie sind bisher als Folge des Eingriffs in die Blutdruckregulation als Nebenwirkungen dokumentiert. Unspezifische Nebenwirkungen wie Kopfschmerzen, Müdigkeit und Juckreiz können ebenso wie Störungen im Magen-Darm-Trakt (Dyspepsie und Refluxkrankheit) auftreten. Häufiger kann es zu Leber-Transaminasen-Erhöhungen kommen, so dass regelmäßige Blutkontrollen notwendig sind.

### Wechselwirkungen und Kontraindikationen
Als Kontraindikationen gelten:
- Schwangerschaft – aufgrund einer Reproduktionstoxizität
- Leberzirrhosen mit einem Child-Pugh-Score der Klassen B und C
- Andere Leberfunktionsstörungen mit erhöhten Leber-Transaminase-Werten[7]

Aufgrund der Wechselwirkung mit Ciclosporin A über einen CYP3A4-Mechanismus gilt die gleichzeitige Verabreichung von Bosentan und Ciclosporin A ebenfalls als Kontraindikation, denn dabei kann es zu drei- bis vierfachen Plasmakonzentrationen an Bosentan und zu einer Halbierung der Plasmakonzentration von Ciclosporin A kommen.

### Wirkstärken und Dosierung
Das Präparat ist in den Wirkstärken 32 mg, 62,5 mg und 125 mg verfügbar.
Bei einem Erwachsenen wird die Therapie sowohl bei der pulmonalen Hypertonie als auch bei der Sklerodermie mit zweimal täglich 62,5 mg über einen Zeitraum von vier Wochen begonnen und dann auf die standardmäßige Erhaltungsdosis von zweimal 125 mg täglich gesteigert.

## Handelsnamen
In Deutschland und Österreich wird das von der Firma Actelion hergestellte Bosentanpräparat unter dem Handelsnamen Tracleer vermarktet. Seit 2017 ist der Wirkstoff in Deutschland auch generisch von verschiedenen Firmen verfügbar, allerdings sind die Generika aktuell nicht über den Apothekengroßhandel, sondern nur über den Direktvertrieb erhältlich.